# آلبن دابلیو. بارکلی
آلبن دابلیو. بارکلی (به انگلیسی: Alben W. Barkley) سناتور سابق عضو حزب دموکرات ایالات متحده آمریکا بود. وی در سال ۱۹۲۷ تا ۱۹۴۹ و ۱۹۵۵ تا ۱۹۵۶ میلادی سناتور ایالت کنتاکی در سنای ایالات متحده آمریکا و از سال ۱۹۴۹ تا سال ۱۹۵۳ معاون رئیس‌جمهور هری ترومن بود.